# 2016 FK59
2016 FK59, também escrito como 2016 FK59, é um objeto transnetuniano que está localizado no cinturão de Kuiper, uma região do Sistema Solar. Ele possui uma magnitude absoluta de 10,0 e tem um diâmetro estimado de 44 km.

## Descoberta
2016 FK59 foi descoberto no dia 28 de março de 2016 pelo DECam.

## Órbita
A órbita de 2016 FK59 tem uma excentricidade de 0,379 e possui um semieixo maior de 41,856 UA. O seu periélio leva o mesmo a uma distância de 26,012 UA em relação ao Sol e seu afélio a 57,700 UA.